# Vladimir Aleksandrovič Fetin
Vladimir Aleksandrovič Fetin (Mosca, 14 ottobre 1925 – Leningrado, 20 agosto 1981) è stato un regista sovietico.

## Filmografia parziale

### Regista
- La crociera delle tigri (1961)
- Donskaja povest' (1964)
- Virineja (1968)
- Ljubov' Jarovaja (1970)
- Otkrytaja kniga (1973)
- Sladkaja ženščina (1976)
- Taёžnaja povest' (1979)